# Megasoma actaeon
A Megasoma actaeon a rovarok (Insecta) osztályának bogarak (Coleoptera) rendjébe, ezen belül a mindenevő bogarak (Polyphaga) alrendjébe és a ganajtúrófélék (Scarabaeidae) családjába tartozó faj.
A Megasoma rovarnem típusfaja.

## Neve
A bogár a fajnevét, azaz az actaeon-t, Aktaión (Actaeon) a görög mitológia egyik alakjáról kapta.

## Előfordulása
A Megasoma actaeon előfordulási területe főleg Dél-Amerika. A következő országokban található meg: Bolívia, Brazília, Kolumbia, Ecuador, Francia Guyana, Guyana, Peru, Suriname és Venezuela. Elterjedésének északi határát Panama képezi.

## Megjelenése
Az átlagos Megasoma actaeon hossza 5-12 centiméter közötti, de általában 7 centiméteres. Egyes hím 13,5 centiméter hosszúra és 4 centiméter szélesre is megnőhet. A bogár alapszíne fekete. A hím fejéből egy nagy szarv nő ki; az előtorának két oldalán egy-egy kisebb szarv látható. A nősténynek nincs szarva. A szarvval a hímek küzdenek egymással. A rekord tömegű példányt 2009-ben, Dél-Amerika északi részén gyűjtötték be; ez egy 228 grammos nőstény volt.

## Életmódja
A Megasoma actaeon különböző fák nedveivel, valamint rothadó gyümölcsökkel táplálkozik.

## Szaporodása
A nőstény a talajba rakja petéit. Körülbelül 30 nap múlva kikelnek a lárvák. Akár 3 évbe is beletelhet a lárvaállapot. A lárva fejlődésének utolsó szakaszában, akár 200 grammot is nyomhat. Az imágó fogságban körülbelül 100-150 napig élhet.

## Képek

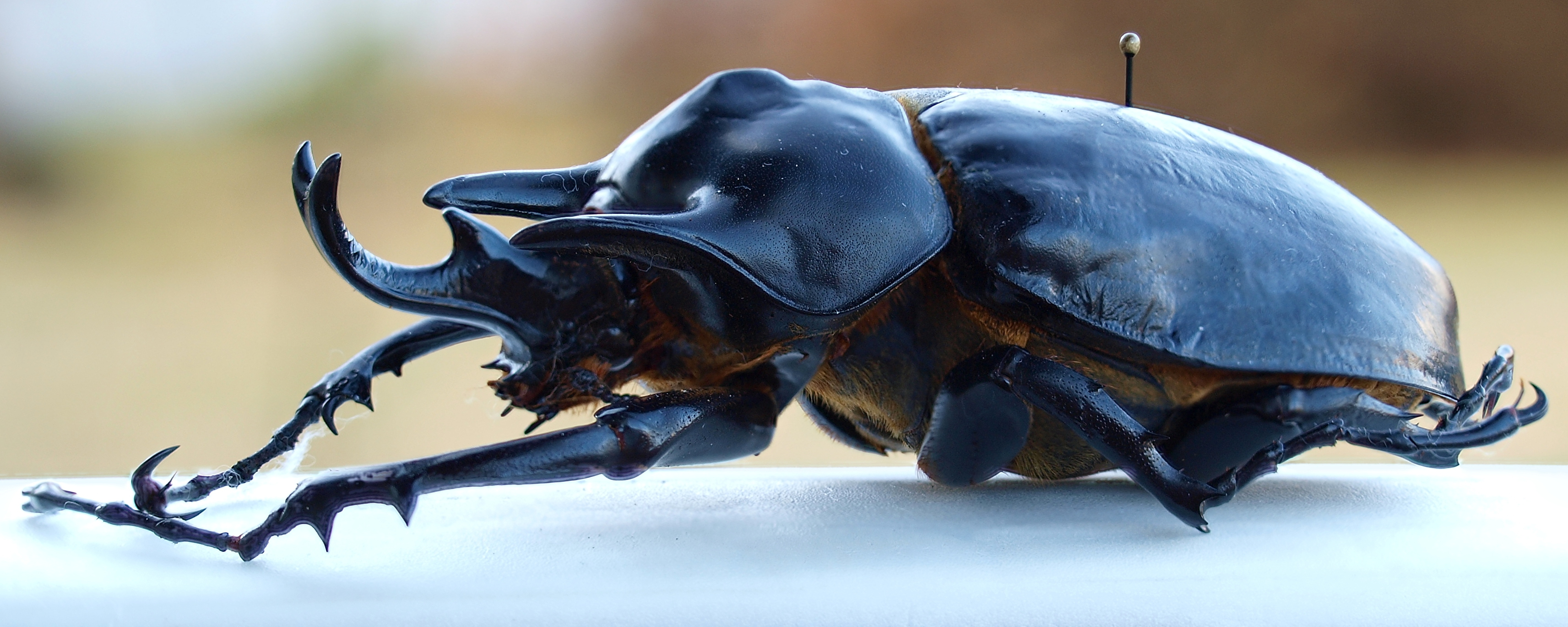
Hím
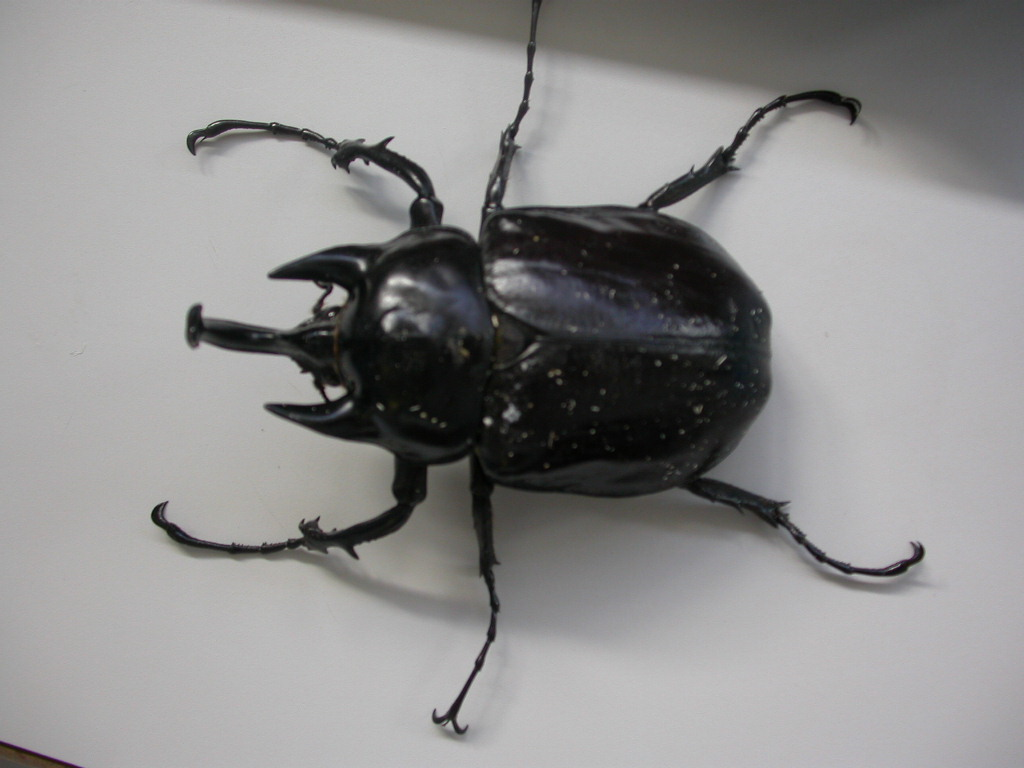
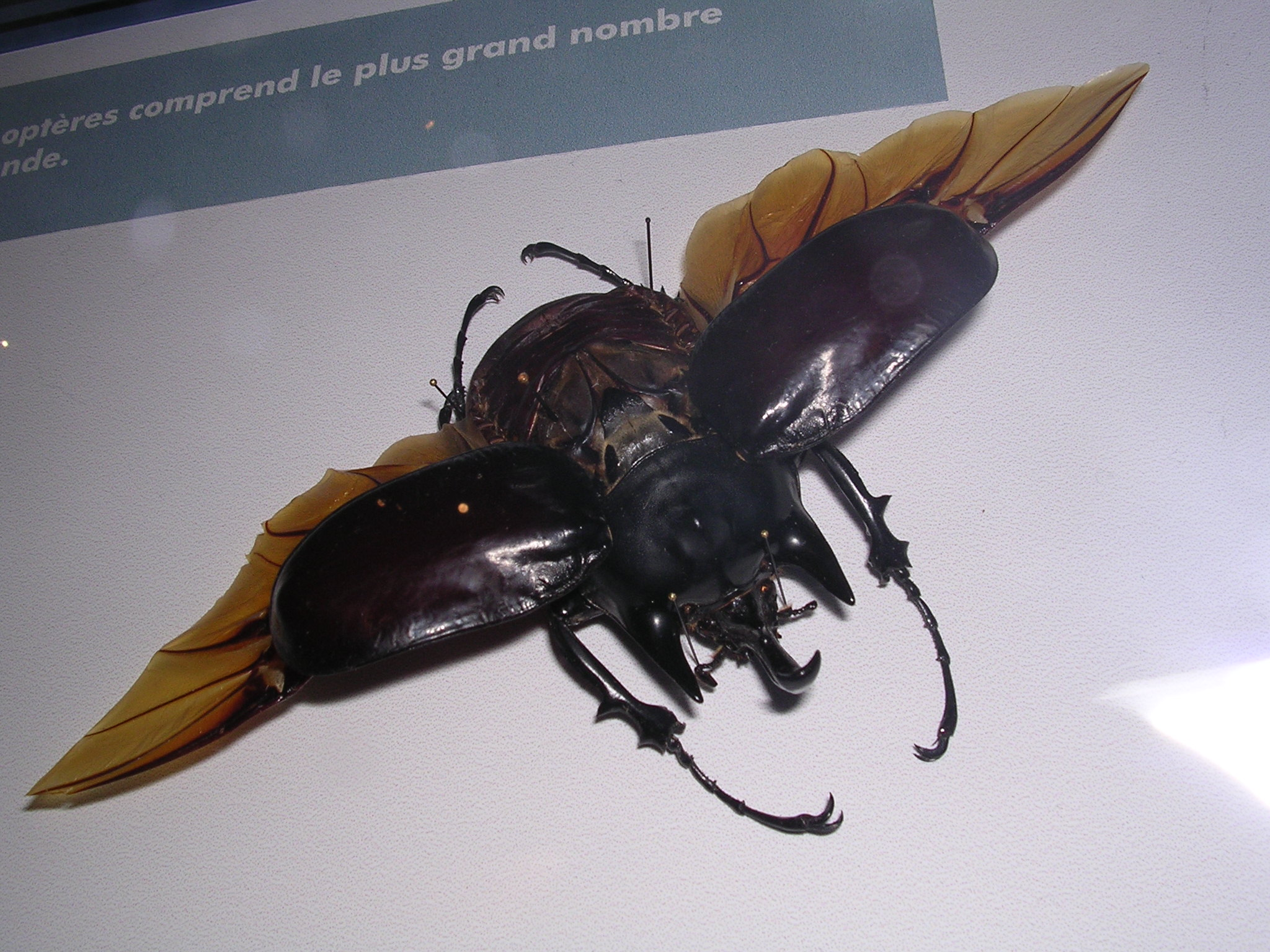
imágók
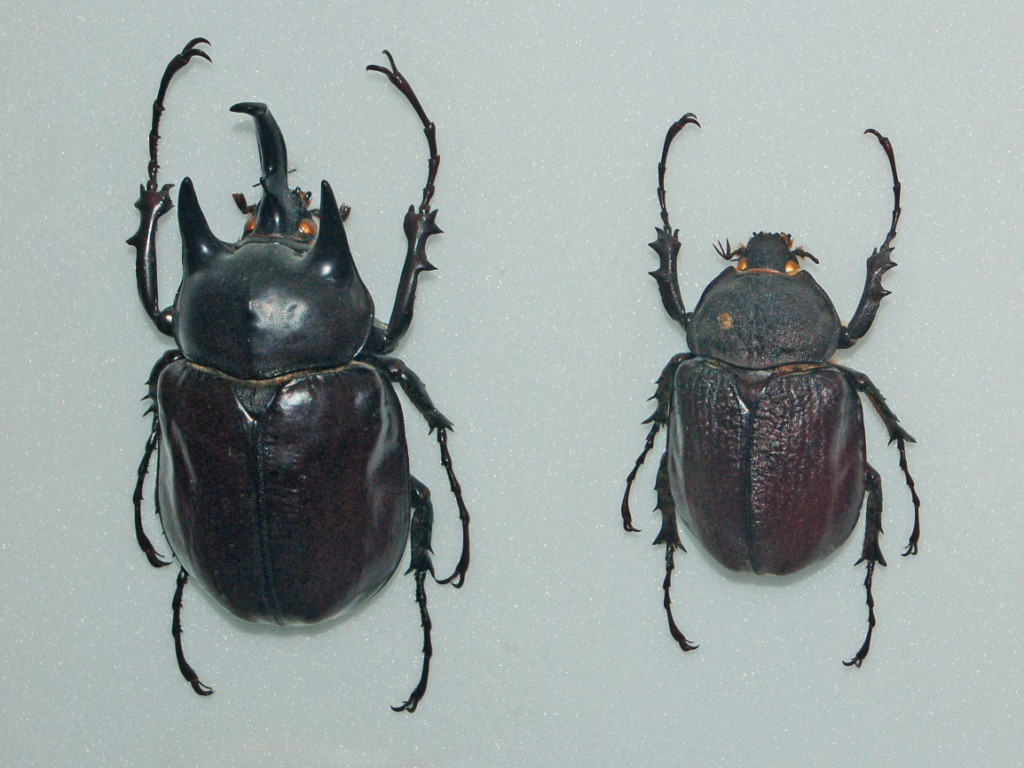
Hím és nőstény
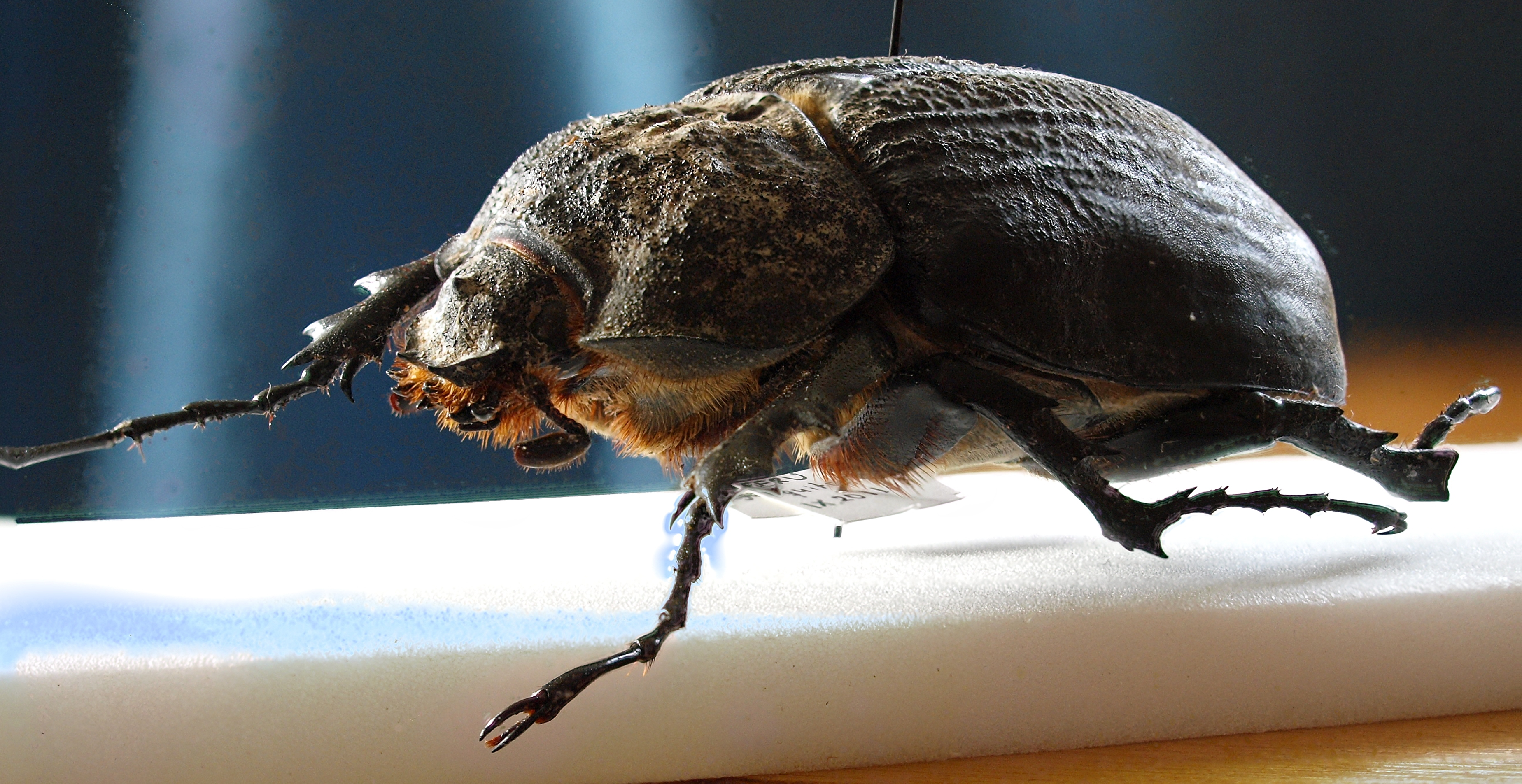
Nőstény egy gyűjteményből

## Fordítás
- Ez a szócikk részben vagy egészben  az   Actaeon beetle című angol Wikipédia-szócikk ezen változatának fordításán alapul.  Az eredeti cikk szerkesztőit annak laptörténete sorolja fel. Ez a jelzés csupán a megfogalmazás eredetét és a szerzői jogokat jelzi, nem szolgál a cikkben szereplő információk forrásmegjelöléseként.